# Nevado del Candado
El Nevado del Candado, es una montaña de 5450 m de altura que se encuentra en la zona limítrofe entre las provincias de Catamarca y Tucumán, en el noroeste de Argentina. El Nevado del Candado está dentro de la sierra del Aconquija.
El Nevado del Candado marca el comienzo de un gran anfiteatro, con importantes quebradas algunos de cuyos arroyuelos desembocan en el río Andalgalá y otros en la cuenca del salar de Pipanaco.